# Принцеса Нії
Принцеса Нії (яп. 新宮, にいのみや; 9 серпня 1635 — 31 жовтня 1637) — дев'ята донька Імператора Ґо-Мідзуноо. Перша донька і перша дитина його дружини Мінасе Удзіко. Померла в ранньому віці від хвороби. Похована на цвинтарі монастиря Сьодзьокеїн, в районі Каміґьо, Кіото.

## Родина
| Батько: | Імператор Ґо-Мідзуноо | (1559—1680) |  | 108-й Імператор Японії.                                             |
| Мати:   | Мінасе Удзіко         | (?—?)       |  | Прислужниця. Донька тимчасового середнього радника Мінасе Удзінарі. |